# Bâtiment de la Rada suprême
Le bâtiment de la Rada suprême (en ukrainien : Будинок Верховної Ради) est situé dans le centre de Kyiv, dans le district de Pecherskyi. Le bâtiment est situé sur la place de la Constitution.
C'est le lieu où la Rada suprême, le Parlement monocaméral de l'Ukraine, se réunit pour toutes les sessions régulières et cérémonielles. Le bâtiment a été construit entre 1936 et 1938 selon un projet de Volodymyr Zabolotnyi dans le style architectural socialiste classique. Zabolotny a reçu le prix d'État pour ce projet en 1940 et a été nommé architecte en chef de la ville.
Le bâtiment est situé sur le côté est de la rue Hrushevsky, en face du bâtiment du Cabinet des ministres de l'Ukraine, et est entouré par le Palais Mariinskyi, le siège officiel de la présidence ukrainienne, le parc Mariinskyi et une place piétonne. Depuis la place, le bâtiment et le palais sont visibles côte à côte, ainsi que des vues depuis les hauteurs de Kyiv jusqu'aux quartiers de la rive gauche de l'autre côté du fleuve Dniepr.

## Histoire
Au début de l'année 1934, après le transfert de la capitale de la République socialiste soviétique d'Ukraine de Kharkiv à Kyiv, de nombreux nouveaux projets furent lancés pour la reconstruction de la nouvelle capitale. De nombreux bâtiments administratifs importants destinés à abriter les institutions gouvernementales de la RSS d'Ukraine devaient être érigés dans le centre-ville de Kyiv, notamment le bâtiment du gouvernement et le bâtiment du ministère des Affaires étrangères. Le cœur même de la ville a été choisi à cet effet : le district de Pecherskyi, situé sur la rive droite du Dniepr.
En février 1936, un concours pour le meilleur projet de bâtiment de la Rada suprême a été annoncé. De nombreux spécialistes éminents ont été invités, notamment Volodymyr Zabolotnyi, Valerian Rykov et Yakiv Steinberg. Le jury a sélectionné le projet de Zabolotnyi. La construction a débuté en 1936 et a duré jusqu'en 1939, l'inspection finale ayant eu lieu au début de l'été, le bâtiment ayant été approuvé avec une excellente note. La première séance de la Rada a eu lieu au 5, rue Hrushevsky, le 25 juillet 1939.

### Caractéristiques principales
Le bâtiment est conçu selon une forme rectangulaire et symétrique stricte et comporte trois étages. Il est couronné d'un dôme, fait de métal et de verre, fournissant au bâtiment un éclairage naturel. Le dôme de verre de cent tonnes qui surplombe la salle de séance principale est l'élément le plus marquante du bâtiment. Le drapeau rouge et bleu de la RSS d'Ukraine a flotté au sommet du dôme pendant plus de 50 ans, jusqu'à ce qu'il soit remplacé par le drapeau national jaune et bleu de l'Ukraine, après l'accession de l'Ukraine à la souveraineté en 1991.
L'illumination multicolore du dôme la nuit offre une vue mémorable, l'une des attractions touristiques de Kyiv. Le diamètre du plafond est de 16 mètres. Au centre se trouve un lustre en cristal qui, par sa forme, ressemble à un tournesol, un motif fréquemment présent dans l'art populaire ukrainien. Sur la base de cette conception, le plafond lumineux de la salle a été installé avec du verre coloré. L'intérieur du bâtiment est généreusement décoré de panneaux de bois complexes, de marbre multicolore, d'œuvres d'art en bronze et de statues. Le toit plat de la structure moderne ajoute de l'harmonie à sa composition. La façade du bâtiment était décorée d'ornements et de statues représentant le symbolisme de la RSS d'Ukraine, avec les armoiries de la RSS d'Ukraine au centre.

### Reconstruction après la Seconde Guerre mondiale et décommunisation au XXIe siècle
Détruit pendant la Seconde Guerre mondiale, le bâtiment a été reconstruit dans son style d'origine en 1945-1947, avec le projet de reconstruction fourni par Zabolotnyi, une fois de plus. Le dôme de verre a été reconstruit un mètre plus haut que celui d'origine. Bien qu'il soit adjacent au palais baroque Mariinskyi de Rastrelli (1752), l'architecte du bâtiment de la Rada, plus monumental et imposant, a réussi à éviter la disharmonie due à la juxtaposition de styles architecturaux aussi contrastés. Au bâtiment principal a été ajouté un bâtiment adjacent de trois étages destiné aux militaires, conçu en forme de demi-cercle fermé avec une cour intérieure.
Durant la restoration de 1985, dirigé par Nataliia Chmutina , quatre groupes de sculpture de Valentyn Znoba ont été installés devant l'avant-corps de l'entrée centrale, telle qu'envisagée Zabolotny. Les sculptures représentent divers membres de la société ukrainienne : paysans, ouvriers, scientifiques et l'intelligentsia.
 
L'extérieur du bâtiment se présente dans des couleurs claires grâce à l'utilisation de plâtre clair et de granit gris clair. Ces tons contrastent avec la teinte sombre d'un socle, réalisé en labradorite polie, et présentant une saillie importante contre un mur plan. Toutes les pièces du bâtiment de trois étages ont été conçues dans un seul et même espace compact. Les façades sont symétriques et présentent un ordre qui a reçu une interprétation plus étendue pour la colonnade de la façade principale (en semi-colonnes), ainsi que pour les plans principaux des façades latérales (colonnes trois quarts).
Après l'accession de l'Ukraine à la souveraineté en 1991, certaines décorations ont été modifiées et d'autres remplacées, afin de refléter le symbolisme national de l'Ukraine indépendante. Actuellement, le trident stylisé, pièce maîtresse des armoiries modernes de l'Ukraine, est représenté au-dessus de l'entrée principale du bâtiment. En 2016, les dernières décorations de la propagande communiste ont été retirées pour se conformer aux lois de décommunisation de 2015.

## Galerie

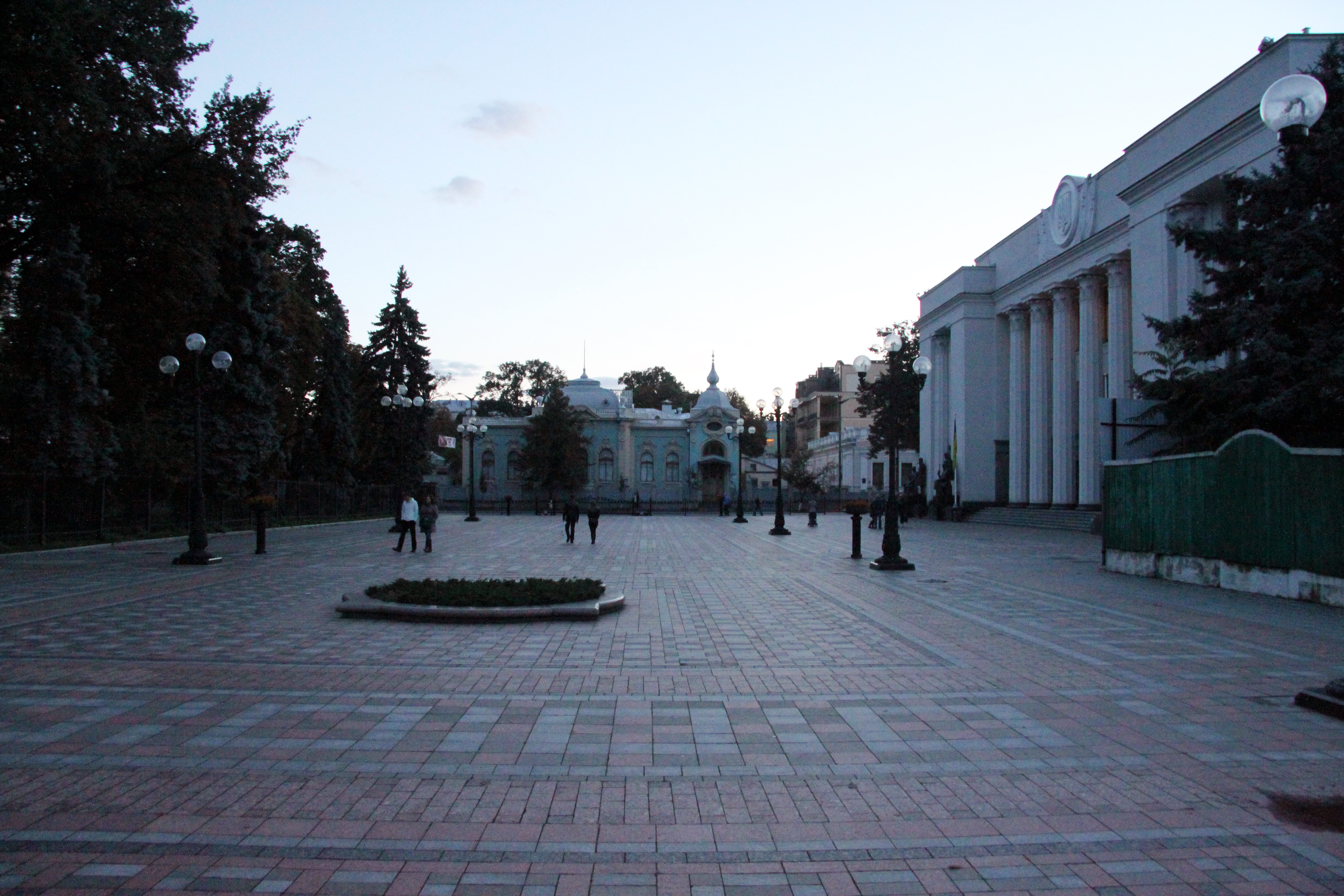
Bâtiment de la Rada (droite) Maison Polyakova (centre) en 2013
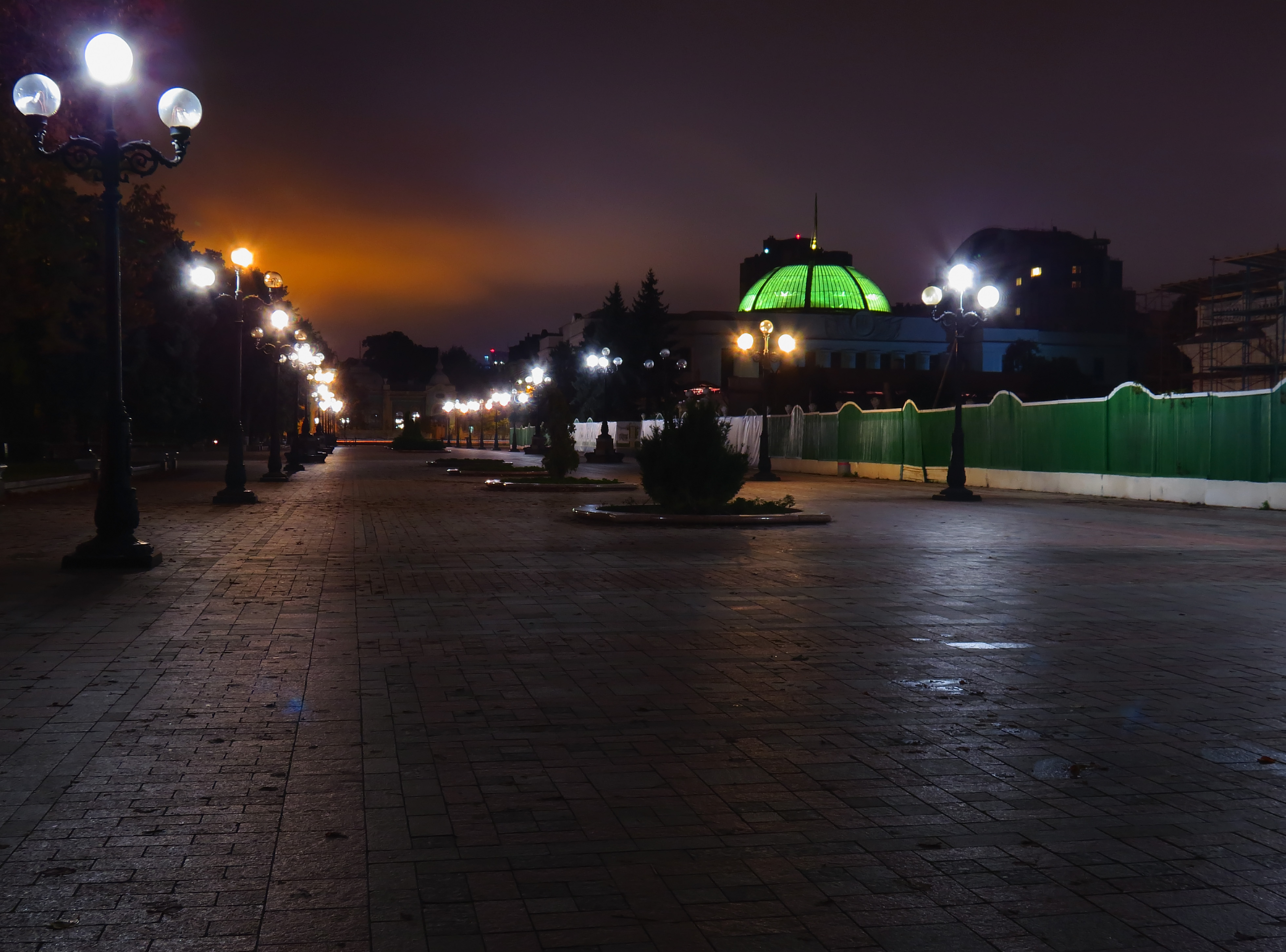
Bâtiment de la Rada suprême la nuit en 2015.
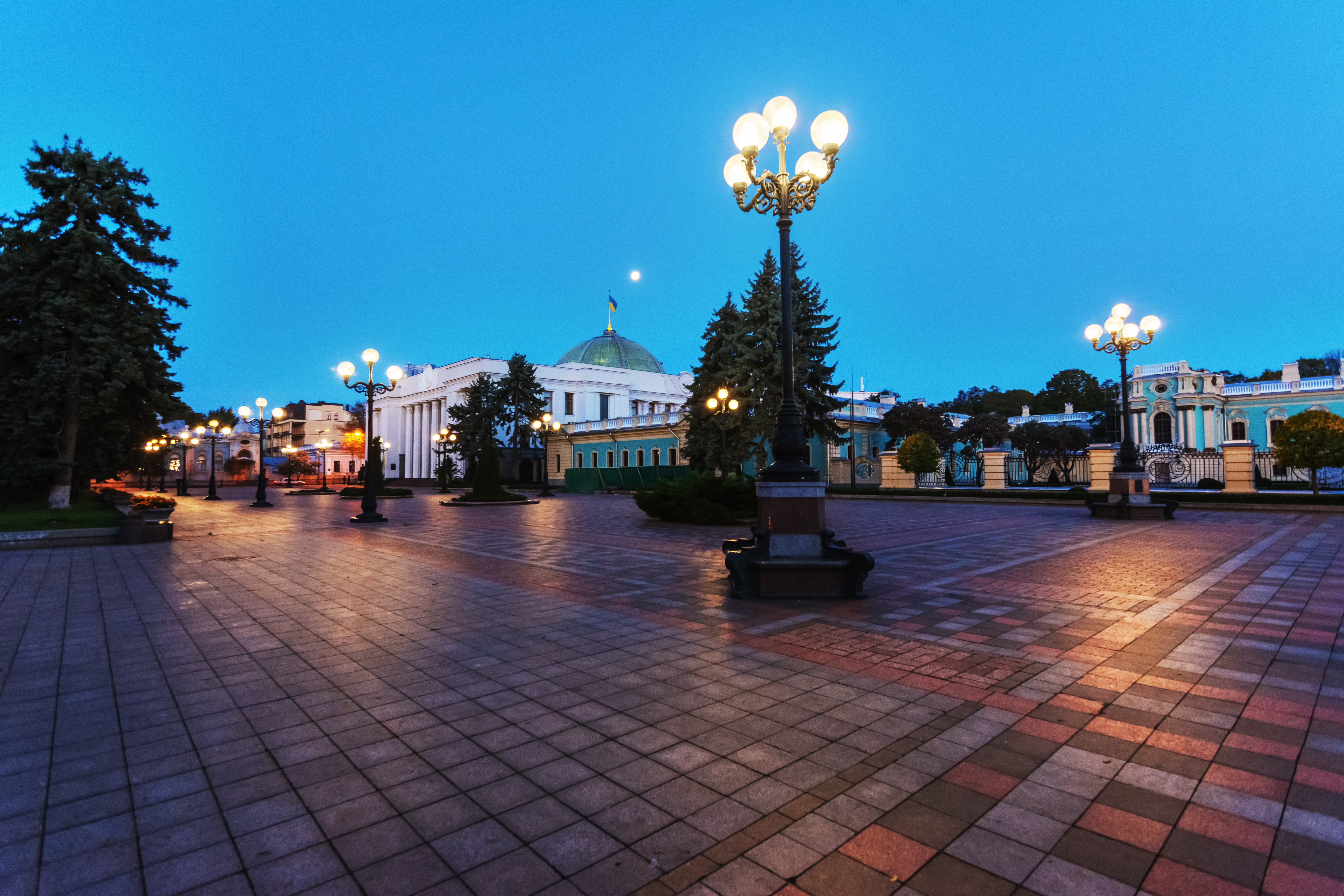
Bâtiment de la Rada suprême en 2017.
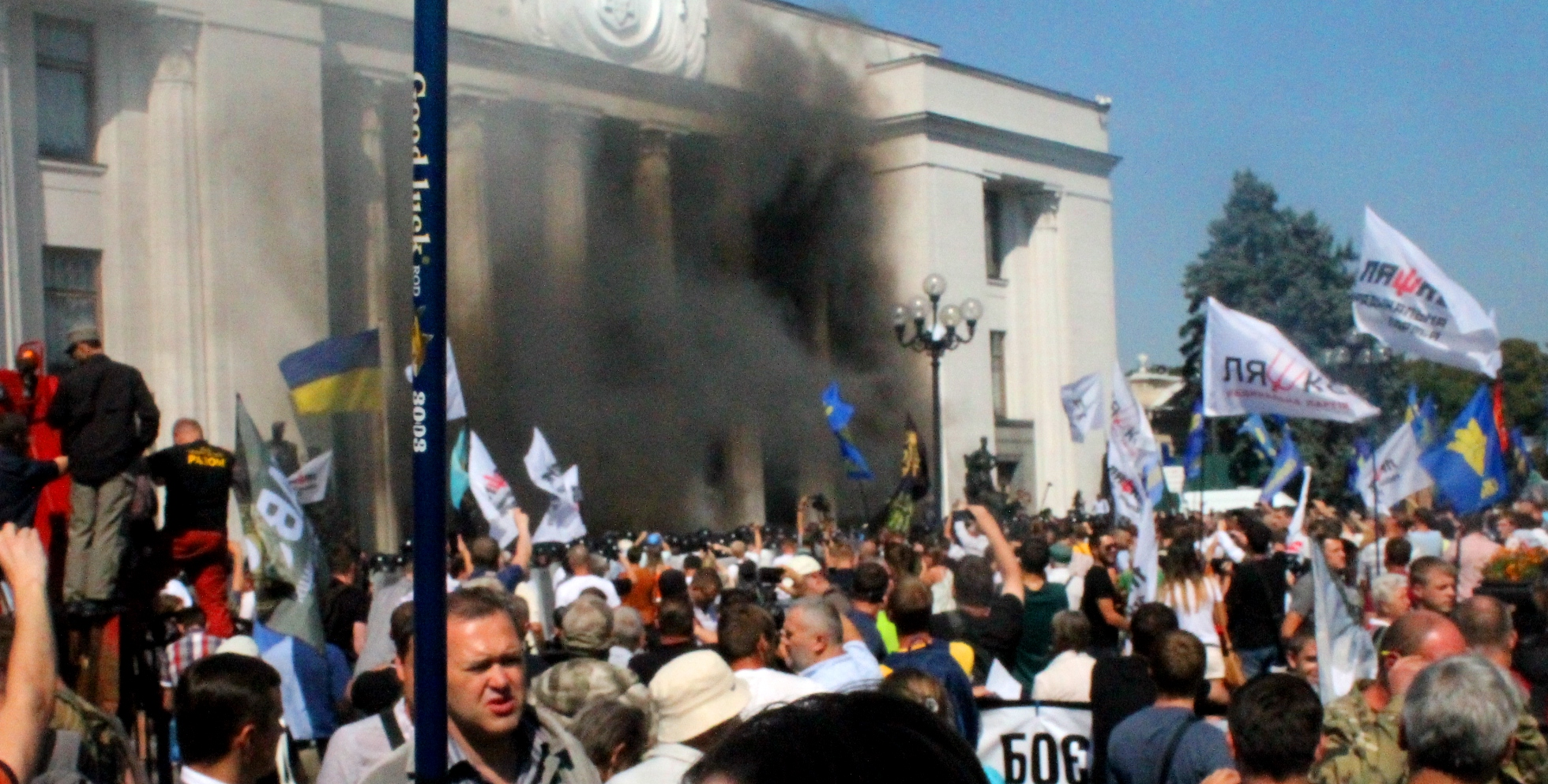
Manifestations devant le bâtiment de la Rada en 2015.
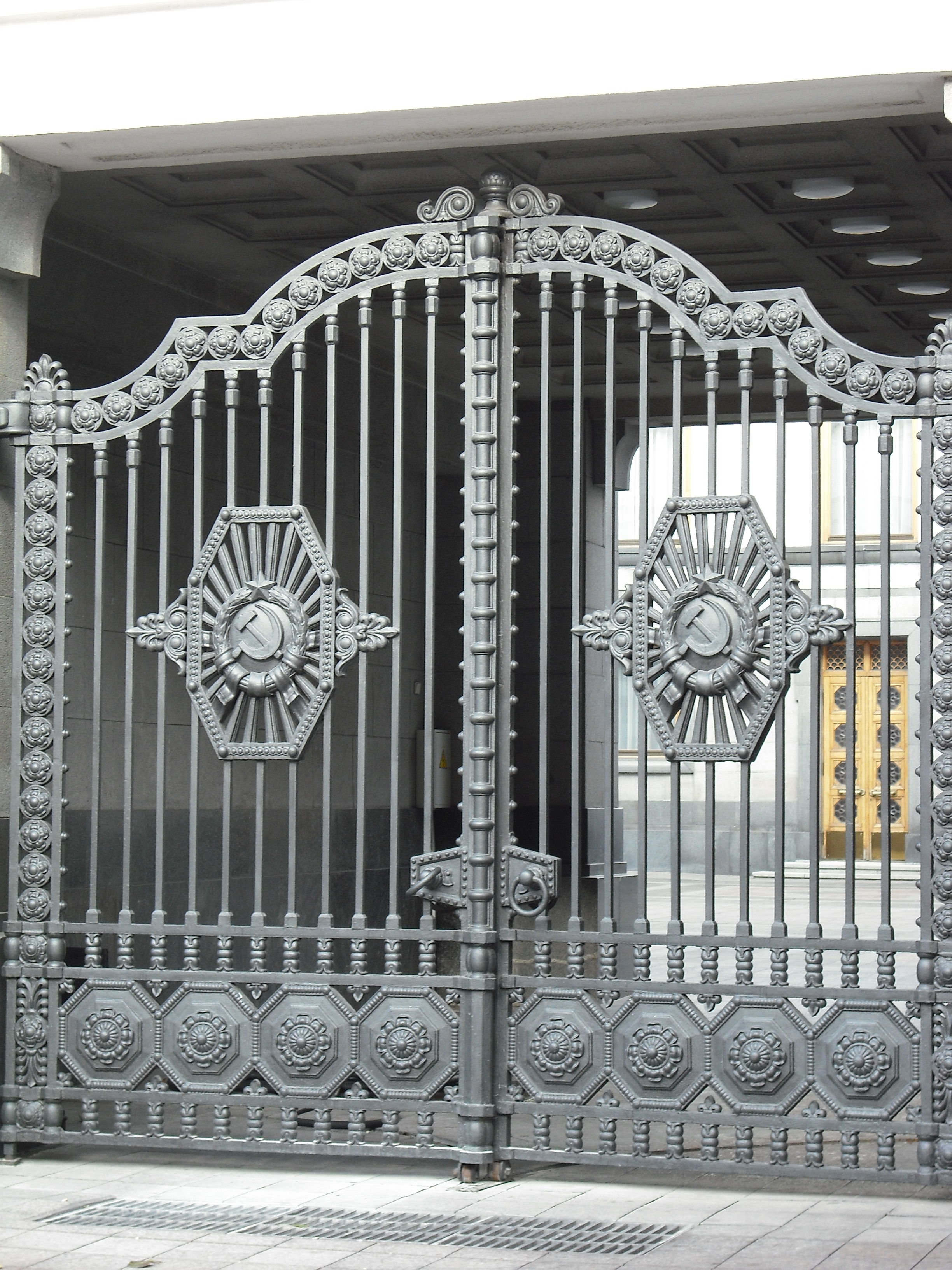
Les portes du bâtiment de la Rada en 2009 avant la décommunisation.
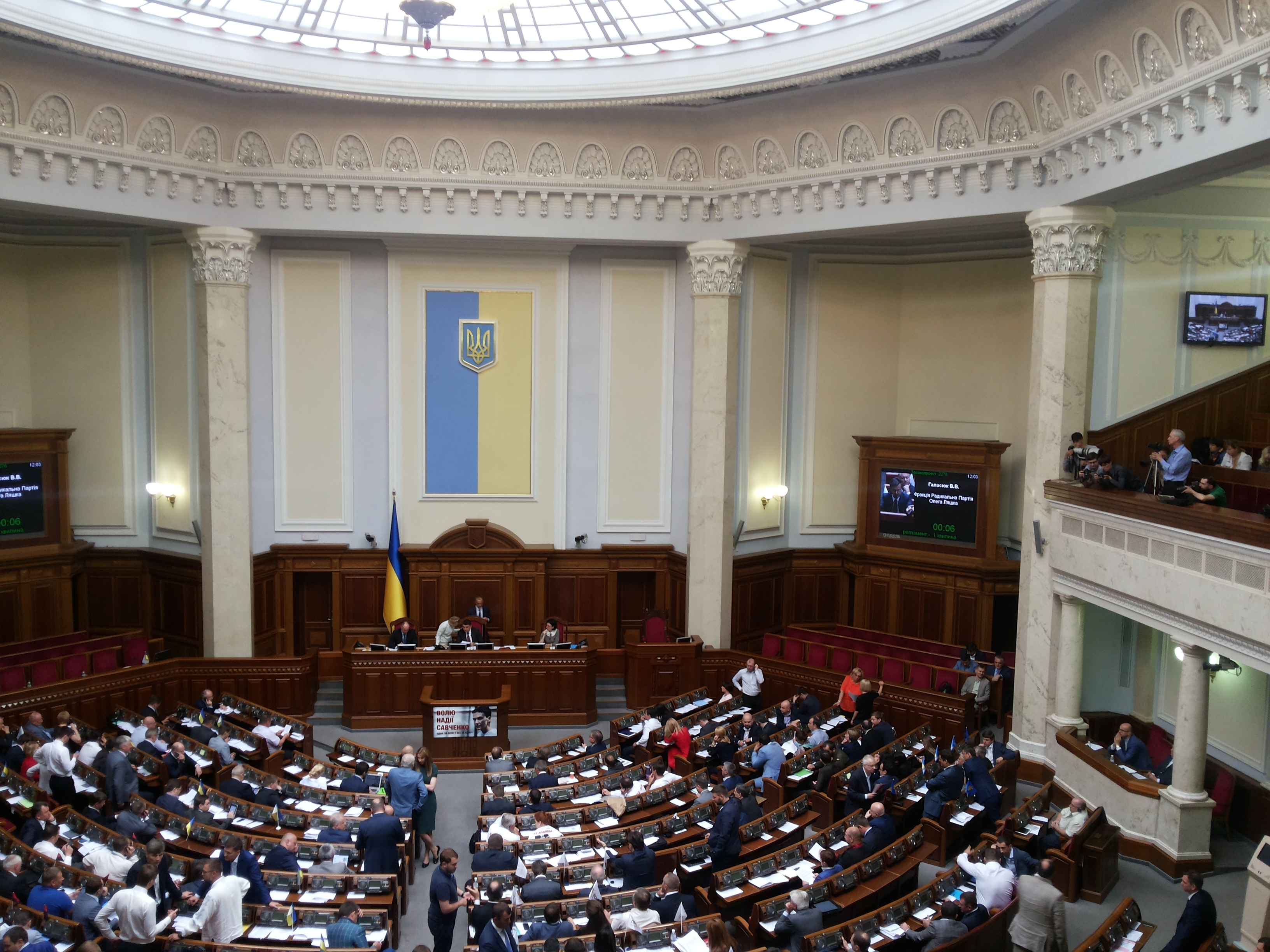
Intérieur du bâtiment : salle des séances de la Rada.